# قسطنطين سيمراد
قسطنطين سيمراد (13 مايو 1941 - 28 مارس 2021) سياسي وأكاديمي روماني.
في 28 مارس 2008 رشحته مديرية الأمن العام لخوض انتخابات رئاسة مجلس مقاطعة ياش. انتخب في 1 يونيو 2008 بنسبة 36.5٪ من الأصوات. ومع ذلك فقد تم طرده من مديرية الأمن العام في سبتمبر 2009 بعد أن أعرب عن دعمه للرئيس ترايان بوسيسكو. ثم انضم إلى الاتحاد الوطني لتقدم رومانيا. في عام 2012 هُزم في محاولة إعادة انتخابه لمنصب رئيس مجلس المحافظة جنبًا إلى جنب مع مرشح حزبه لرئاسة البلدية تودور سيوهودارو.
توفي قسطنطين سيمراد بسبب كوفيد 19 في ياش في 28 مارس 2021 عن عمر يناهز 79 عامًا. تم دفنه في مقبرة إنترنيتاتي.